# Sylvia Breamer

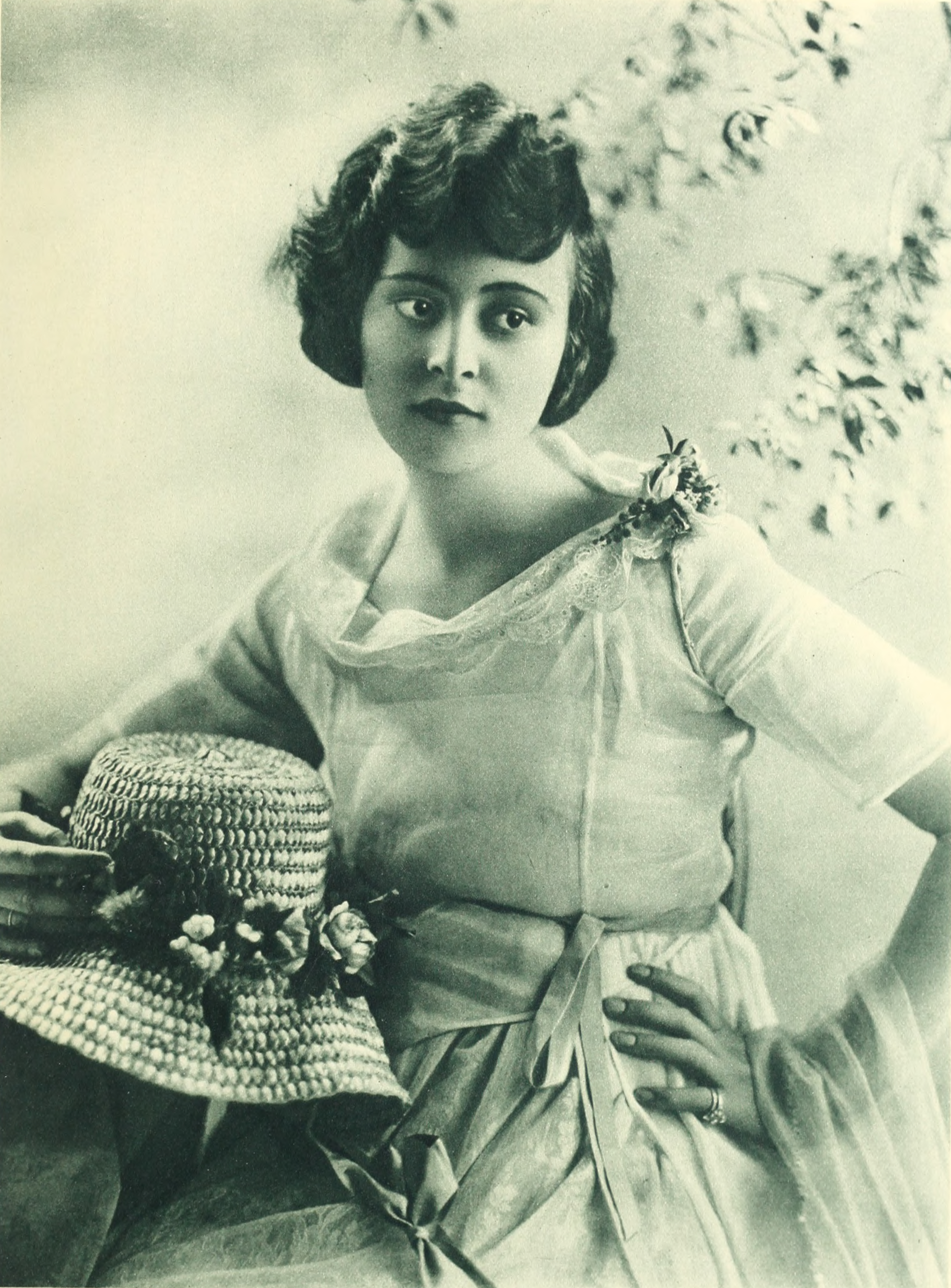
Sylvia Breamer en 1918

Sylvia Breamer (9 de junio de 1897-7 de junio de 1943) fue una actriz australiana, activa en la época del cine mudo. 

## Biografía
Nacida en Sídney, Australia, inició su carrera en el cine en 1917. Su padre era un comandante de la Royal Navy, Sir James De Courcey Breamer. Tras morir este, su madre se casó con el juez A.G. Plunkett. En sus inicios, Breamer trabajó con James Stuart Blackton, actuando también en producciones de Mayflower Pictures. En 1920, y tras haber actuado en el teatro australiano, Breamer llegó a Hollywood con su hermana Doris, viajando también su madre, que se asentó en Los Ángeles, California.
En 1921 fue contratada por Lloyd Carleton para rodar películas producidas por Rubayat Press y Photoplay Corporation. En 1923 rodó para Universal Pictures la película Bavu, protagonizada por Wallace Beery y Estelle Taylor. 
Cuando llegó a los Estados Unidos procedente de Australia, Breamer acababa de divorciarse de William Morrison, con el que se había casado a los 16 años. El 1 de noviembre de 1924 se casó con el urólogo Harry Martin en Riverside, California. 
Sylvia Breamer falleció en la ciudad de Nueva York en 1943.

## Filmografía
- 1917 : The Millionaire Vagrant, de Victor Schertzinger
- 1917 : The Narrow Trail, de Lambert Hillyer
- 1917 :  The Pinch Hitter, de Victor Schertzinger
- 1917 : The Cold Deck, de William S. Hart
- 1917 : Sudden Jim, de Victor Schertzinger
- 1918 : The Temple of Dusk, de James Young
- 1918 : The Family Skeleton, de Victor Schertzinger
- 1918 : Missing, de James Young
- 1918 : We Can't Have Everything, de Cecil B. DeMille
- 1919 : The Moonshine Trail, de James Stuart Blackton
- 1919 : Dawn, de James Stuart Blackton
- 1919 : A House Divided, de James Stuart Blackton
- 1919 : The Common Cause, de James Stuart Blackton
- 1920 : The Blood Barrier, de James Stuart Blackton
- 1920 : My Husband's Other Wife, de James Stuart Blackton
- 1920 : Respectable by Proxy, de James Stuart Blackton
- 1920 : My Lady's Garter, de Maurice Tourneur
- 1920 : Unseen Forces, de Sidney Franklin
- 1921 : The Devil, de James Young
- 1921 : Not Guilty, de Sidney Franklin
- 1921 : A Poor Relation, de Clarence G. Badger
- 1921 : The Roof Tree, de John Francis Dillon
- 1922 : The Man with Two Mothers, de Paul Bern
- 1922 : Calvert's Valley, de John Francis Dillon
- 1922 : Doubling for Romeo, de Clarence G. Badger
- 1922 : The Face Between, de Bayard Veiller
- 1922 : The Man Unconquerable, de Joseph Henabery
- 1922 : The Man Who Married His Own Wife, de Stuart Paton
- 1922 : Money To Burn, de Rowland V. Lee
- 1922 : Sherlock Brown, de Bayard Veiller
- 1922 : Wolf Law, de Stuart Paton
- 1923 : The Barefoot Boy, de David Kirkland
- 1923 : Bavu, de Stuart Paton
- 1923 : The First Degree, de Edward Sedgwick
- 1923 : Flaming Youth, de John Francis Dillon
- 1923 : The Girl of the Golden West, de Edwin Carewe
- 1923 : Her Temporary Husband, de John McDermott
- 1923 : Thundergate, de Joseph De Grasse
- 1924 : Lilies of the Field, de John Francis Dillon
- 1924 : Reckless Romance, de Scott Sidney
- 1924 : Robes of Sin, de Russell Allen
- 1924 : The Woman on the Jury, de Harry O. Hoyt
- 1925 : Too Much Youth, de Duke Worne
- 1925 : Women and Gold, de James P. Hogan
- 1926 : Lightning Reporter, de Jack Noble
- 1926 : Up in Mabel's Room, de E. Mason Hopper
- 1936 : Too Many Parents, de Robert F. McGowan